# Sporobolus montanus
Sporobolus montanus là một loài thực vật có hoa trong họ Hòa thảo. Loài này được Engl. miêu tả khoa học đầu tiên năm 1892.